# Thượng Áo
Thượng Áo (tiếng Đức: Oberösterreich, tiếng Séc: Horní Rakousko, Áo-Bavaria: Obaöstarreich) là một trong 9 bang Áo. Thủ phủ là Linz. Bang này giáp bang Bayern của Đức và các vùng Plzeň, Nam Bohemian của Cộng hòa Séc, cũng như các bang khác của Áo Niederösterreich, Styria, và Salzburg. Với diện tích 11.983 km² và dân số 1,3 triệu người, Thượng Áo là bang lớn thứ tư của Áo về diện tích và thứ 3 về dân số.

## Phân chia hành chính

### Thành phố
1. Linz
2. Steyr
3. Wels

### Huyện
1. Braunau am Inn
2. Eferding
3. Freistadt
4. Gmunden
5. Grieskirchen
6. Kirchdorf an der Krems
7. Linz-Land
8. Perg
9. Ried im Innkreis
10. Rohrbach
11. Schärding
12. Steyr-Land
13. Urfahr-Umgebung
14. Vöcklabruck
15. Wels-Land